# Generația Beta
Generația Beta (adesea prescurtată la Gen Beta) este denumirea propusă pentru cohorta demografică care urmează generației Alpha. Futuristul și demograful Mark McCrindle, care a inventat și numele Generației Alpha, definește cohorta ca fiind cea a persoanelor născute între 2025 și 2039. Ca succesoare a Generației Alpha, generația este numită după beta, a doua literă din alfabetul grecesc.

## Notă explicativă
1. ↑  Multiple reference:[1][2][3][4][5][6][7]